# Jüri Uluots
Jüri Uluots (ur. 13 stycznia 1890 w Kirbli, zm. 9 stycznia 1945 w Sztokholmie) – estoński prawnik i polityk, ostatni premier niepodległej Estonii przed okupacją radziecką.

## Życiorys
W latach 1910–1915 studiował na wydziale prawa Petersburskiego Uniwersytetu Państwowego, po czym dalej pobierał nauki w zakresie prawa rzymskiego i prywatnego. W latach 1918–1919 pracował jako śledczy sądowy oraz sędzia pokoju w Haapsalu.
Jako polityk należał do prawicowej agrarnej Unii Rolniczej. W 1919 został wybrany do estońskiej konstytuanty, a następnie był wybierany na posła pierwszej, drugiej i trzeciej kadencji Zgromadzenia Państwowego. W latach 1919–1920 był redaktorem odpowiedzialnym gazety „Kaja”, natomiast w latach 1922–1924 był zastępcą prokuratora w Radzie Spraw Cywilnych Sądu Najwyższego. W 1920 roku został wykładowcą prawa rzymskiego na uniwersytecie w Tartu, a pięć lat później został profesorem tej uczelni. W latach 1924–1931 oraz 1942–1944 pełnił funkcję dziekana wydziału prawa, a w latach 1931–1934 był prorektorem. W okresie autorytarnych rządów Konstantina Pätsa (tzw. epoka milczenia) był jego bliskim współpracownikiem i w latach 1937–1940 pełnił funkcję przewodniczącego Związku Ojczyźnianego, jedynej funkcjonującej wówczas partii. W latach 1937–1938 był redaktorem naczelnym „Postimees”. W 1938 roku został jednym z 12 członków nowo powstałej Estońskiej Akademii Nauk.
Od 21 kwietnia 1938 do 12 października 1939 był przewodniczącym Riigivolikogu, niższej izby Zgromadzenia Państwowego. 12 października 1939 został premierem Estonii i funkcję tę pełnił do 16 czerwca 1940, kiedy w wyniku radzieckiego ultimatum i okupacji Estonii ustąpił ze stanowiska. Został wówczas premierem z kompetencjami prezydenta, jednakże do 1941 roku ukrywał się, a władzę formalnie sprawował marionetkowy rząd Johannesa Varesa. Był jedynym członkiem swojego rządu, który uniknął aresztowania i w lipcu 1941, po rozpoczęciu niemieckiej okupacji Estonii, podjął próbę uformowania rządu, jednakże Niemcy nie uznawały niepodległości Estonii i na nowego premiera wyznaczyły Hjalmara Mäe. Pod presją Niemiec, 7 lutego 1944 publicznie wyraził poparcie dla poboru powszechnego, dzięki czemu udało się go wprowadzić. 18 września 1944, po wycofaniu się wojsk niemieckich, podjął próbę przywrócenia państwowości Estonii, powołując Otto Tiefa na premiera. Już cztery dni później, po rozpoczęciu ponownej okupacji radzieckiej, rząd został rozwiązany, jednakże dzięki tym działaniom państwowość Estonii została kontynuowana, a 37 państw zachodnich uznało Estonię za państwo znajdujące się pod radziecką okupacją. Sam Uluots, chory na raka żołądka, wyjechał do Szwecji, gdzie z członków rządu Tiefa utworzył rząd na uchodźstwie. Zmarł w Sztokholmie 9 stycznia 1945, a jego następcą w roli premiera na uchodźstwie został August Rei. W maju 2008 jego szczątki zostały sprowadzone do Estonii, a 31 sierpnia 2008 został pochowany na cmentarzu w Kirbli.
W 1932 roku został doktorem honoris causa uniwersytetu w Segedynie, a w 1938 roku został odznaczony Orderem Gwiazdy Białej I klasy.
12 czerwca 1926 poślubił Anette Tobber (1901–1995), z którą miał córkę Viię (1927–1987) i syna Jüriego-Erika (1930–2006).